# Вяжище (Гомельская область)
Вяжище (бел. Вяжышча) — упразднённая деревня в Вербовичском сельсовете Наровлянского района Гомельской области Беларуси.
В связи с радиационным загрязнением после катастрофы на Чернобыльской АЭС жители (83 семьи) переселены в 1986 году в чистые места, преимущественно в Светлогорский район.

## География

### Расположение
На территории Полесского радиационно-экологического заповедника.
В 18 км на юго-восток от Наровли, 43 км от железнодорожной станции Ельск (на линии Калинковичи — Овруч), 196 км от Гомеля.

### Гидрография
На реке Словечна (приток реки Припять).

## Транспортная сеть
Транспортные связи по просёлочной, а затем автодороге Дёрновичи — Наровля. Планировка состоит из широтной улицы, к которой на востоке присоединяетсяулица меридиональной ориентации. Застройка двусторонняя, деревянная, усадебного типа.

## История
По письменным источникам известна с начала XIX века как деревня в Наровлянской волости Речицкого уезда Гомельской губернии. В 1811 году владение Гольста, позже во владении А. Горватта, в составе поместья Наровля. Действовала пристань. В 1931 году организован колхоз «Свободный труд», имелись мельница и кузница. Во время Великой Отечественной войны освобождена 28 ноября 1943 года частями 418-й стрелковой дивизии вместе с партизанами. 21 житель погиб на фронте. В 1986 году входила в состав совхоза «Дёрновичи» (центр — деревня Дёрновичи).

## Население

### Численность
- 1986 год — жители (83 семьи) переселены.

### Динамика
- 1897 год — 39 дворов, 176 жителей (согласно переписи).
- 1908 год — 43 двора, 319 жителей.
- 1959 год — 342 жителя (согласно переписи).
- 1986 год — 85 дворов, 183 жителя.
- 1986 год — жители (83 семьи) переселены.